# Chema Márquez
José María Márquez Coloma, más conocido como Chema Márquez, (Madrid, 20 de diciembre de 1996) es un jugador de balonmano español que juega de central o lateral izquierdo en el Saint-Raphaël VHB. Chema debutó por primera vez en una convocatoria de la selección de balonmano de España el 5 de junio de 2017, en sustitución del lesionado Joan Cañellas.
La convocatoria con la selección llegó después de una gran temporada en su club en el que jugó 30 partidos y marcó 192 goles, siendo el máximo goleador de la Liga ASOBAL 2016-17.
También ha sido internacional con la selección española júnior.
Con la selección de balonmano de España junior ganó la medalla de oro en el Campeonato Mundial de Balonmano Masculino Junior de 2017.

## Clubes
- BM Guadalajara (2014-2020)
- Club Balonmano Granollers (2020-2022)
- Saint-Raphaël VHB (2022- )[5]

## Palmarés

### Selección Española
- Medalla de plata en el Campeonato Europeo de Balonmano Masculino de 2022
- Medalla de oro en los Juegos Mediterráneos de 2022

## Vida personal
Está casado con la ex jugadora de balonmano española Ana González.